# Andrzej Hulimka
Andrzej Hulimka (ur. 1989 w Warszawie) – polski fotograf prasowy i dokumentalny.

## Życiorys
Studiował fotografię na Europejskiej Akademii Fotografii oraz sztukę nowych mediów w Polsko-Japońskiej Wyższej Szkole Technik Komputerowych. Od 2011 pracował dla Wirtualnej Polski, a od 2013 także dla Agencji Fotograficznej Reporter.

## Nagrody
Był laureatem m.in. następujących konkursów:
- Discover Europe,
- CBRE Urban Photographer of the Year[1].